# Andrzej Nowicki (Autor)
Andrzej Nowicki (* 1909 in Warschau, Weichselland (Russland); † 1986 ebenda) war ein polnischer Dichter, Hörbuchautor, Satiriker und Übersetzer der Zeit des Zweiten Weltkriegs.

## Leben
Nowicki studierte an der Humanistischen Fakultät sowie Rechtswissenschaft an der Universität Warschau. Er feierte sein literarisches Debüt mit Gedichten in der Wochenschrift Cyrulik Warszawski im Jahr 1930. Er war 1935 Mitbegründer der literarischen Zeitung Szpilki. Er veröffentlichte auch im Monatsmagazin Sygnały. Beim deutschen Überfall auf Polen kämpfte er im Rang eines Offiziers und geriet in deutsche Kriegsgefangenschaft. Er wurde in Offizierslagern interniert. Im Offizierslager II C war er Mitbegründer der geheimen Literatengruppe Zaułek Literacki. Nach dem Krieg ließ er sich zunächst in Łódź nieder, ging jedoch bereits 1945 als Auslandskorrespondent der Polnischen Presseagentur nach London. In seiner Nachkriegslyrik verarbeitete er die Kriegs- und Lagererfahrung. 1948 verließ er die Polnische Presseagentur, blieb jedoch im Ausland. Nach dem Ende des Stalinismus kehrte er 1956 in die Volksrepublik Polen zurück. Er übersetzte Gedichte und Kurzgeschichten zahlreicher englischsprachiger Autoren, unter anderem Edward Lear, Lewis Carroll, W. S. Gilbert und T. S. Eliot.